# Hajdučki i Rožanski kukovi
Hajdučki i Rožanski kukovi su skupina stjenovitih vrhova Velebita od kojih su neki visoki i do 200 metara; Hajdučki kukovi i Rožanski kukovi proglašeni su strogim rezervatom još 1969. godine. 
Dana 7. srpnja 2017. godine Hajdučki i Rožanski kukovi su, uz Nacionalni park Sjeverni Velebit i Nacionalni park Paklenica, upisani na UNESCO-ov popis mjesta svjetske baštine u Europi kao dio zajedničke svjetske baštine 13 zemalja pod nazivom „Bukove prašume u Karpatima i drugim područjima Europe”. Riječ je o 1289 hektara bukove šume koja je u Nacionalnom parku Sjevernom Velebitu u Strogom rezervatu "Hajdučki i Rožanski kukovi". Iznimnost predloženih iskonskih bukovih šuma u nacionalnim parkovima Sjevernom Velebitu i Paklenici temelji se na njihovoj izvornosti, geografskom položaju, starosti i veličini.

## Odlike
Površina rezervata je 1220 ha, unutar sjevernog dijela Nacionalnog parka Sjeverni Velebit koji pokriva 11.100 ha. Klima se odlikuje niskim temperaturama, temperaturnim inverzijama, visokim padavinama, dubokim snježnim pokrivačem, kratkim razdobljem vegetacije i snažnim vjetrovima (bura).

### Geomorfologija
Rezervat obuhvaća izdvojene skupine kukova i razdrtih, stjenovitih vrhova, međusobno odvojenih dubokim ponikvama i provalijama. Izgrađuju ih mlade paleogenske naslage sastavljene gotovo samo od vapnenačkih breca. Zbog trošenja i pucanja uvjetovanoga djelomično tektonskim, djelomično atmosferskim činiocima, te su naslage poprimile specifičan reljef izrazitog krša, tvoreći jedno od najneprohodnijih područja Velebita. Obilježavaju ih orijaške gromade bijelih vapnenačkih vrhova koje se izdižu iz najdubljih jama, te čine neke od najvećih vertikala na svijetu i smatraju se najljepšim krškim terenom na svijetu.
Međusobno su Hajdučki i Rožanski kukovi odvojeni Lubenovačkim vratima. Najistaknutiji Hajdučki kukovi su: Golubić (1658 m), Begovački kuk (1407 m), Jarekovački kuk (1328 m), Pavića kuk (1392 m) i Duića kuk (1460 m). Najistaknutiji Rožanski kukovi su: Gromovača (1675 m), Krajačeva kuk (1690 m), Pasarićev kuk (1630 m), Vratarski kuk (1678 m), Varnjača (1630 m) i Crikvena (1641 m).
Kukovi u sebi skrivaju fascinantne speleološke objekte, od kojih je svakako najjedinstvenija Lukina jama otkrivena 1992. godine, a u kojoj je 1994. godine pronađena dotad nepoznata životinja iz reda pijavica. Tu su i Cerovačke pećine, proglašene geomorfološkim spomenikom prirode, te najljepši vrh u sjevernom Velebitu Veliki Kozjak (1629m), s kojeg se pruža fantastičan vidik na cijeli sjeverni i srednji Velebit. 

### Biljni i životinjski svijet
Površinu strogog rezervata pokrivaju rijetke šume drveća kao što su bukva, smreka i patuljasti bor koje su gotovo nedirnute zbog nepristupačnog terena i niske ekonomske vrijednosti drveća. Bukove šume su „ilirskog tipa” s mnogim šumskim zajednicama i endemima koje se mogu pronaći samo u Hrvatskoj i susjednoj Bosni i Hercegovini. Najbrojnije biljne zajednice su pretplaninska šuma bukve s planinskim žabnjakom (Ranunculo platanifolii-Fagetum) i pretplaninska šuma bukve i gorskog javora (Polysticho lonchitis-Fagetum). Obje se odlikuju neobičnim oblicima drveća, prva cjevastim oblikom zbog pritiska snijega na mladice, a druga patuljastim (krummholz) rastom. Stare bukve su često „prirodni bonsai” jer su rasle sporo, patuljasto i uvrnute. Ova drveća na grbavim stijenama masiva čine dojmljiv primorski krajolik velike estetske vrijednosti.

## Galerija
- Hajdučki i Rožanski kukovi
- Hajdučki kukovi
- Rožanski kukovi
- Rožanski kukovi

## Poveznice
- Hrvatski nacionalni parkovi i parkovi prirode